# ビワイチ
ビワイチとは、「琵琶湖一周」の略称、自転車で琵琶湖を一周する滋賀県の長距離サイクリングルートの名称である。主に後者の意味で使用され、国土交通省が指定するナショナルサイクルルートの一つとして選ばれている。なお、自転車以外の交通手段を利用して琵琶湖を一周する場合においても、「ビワイチ」の名称が使用されることがある。

## 概要
滋賀県が2018年に発行した「ビワイチ推進総合ビジョン」によると起源は定かではないが、滋賀県内では湖周道路の整備にともない琵琶湖を自転車で一周する文化が醸成されていた。1987年に大規模自転車道である滋賀県道601号守山大津志賀自転車道線を指定し、2001年に、当時の滋賀県知事、國松善次は自転車政策に積極的で、現在のナショナルサイクルルート指定のコースとほぼ一致する「ぐるっとびわ湖サイクルライン」を設定し、サイクリングマップを配布するとともに案内看板などの環境整備を行った。2019年に国土交通省がナショナルサイクルルートとして、琵琶湖周回の193kmが指定された。2022年には滋賀県議会で「ビワイチ推進条例」が可決、同年4月1日に施行。新たに11月3日が「ビワイチの日」として制定された。
関連団体としては、2009年に「輪の国びわ湖推進協議会」、2012年に自転車の日常利用と観光利用を推進することをめざした「滋賀プラス・サイクル推進協議会」が設立されている。

## ルート

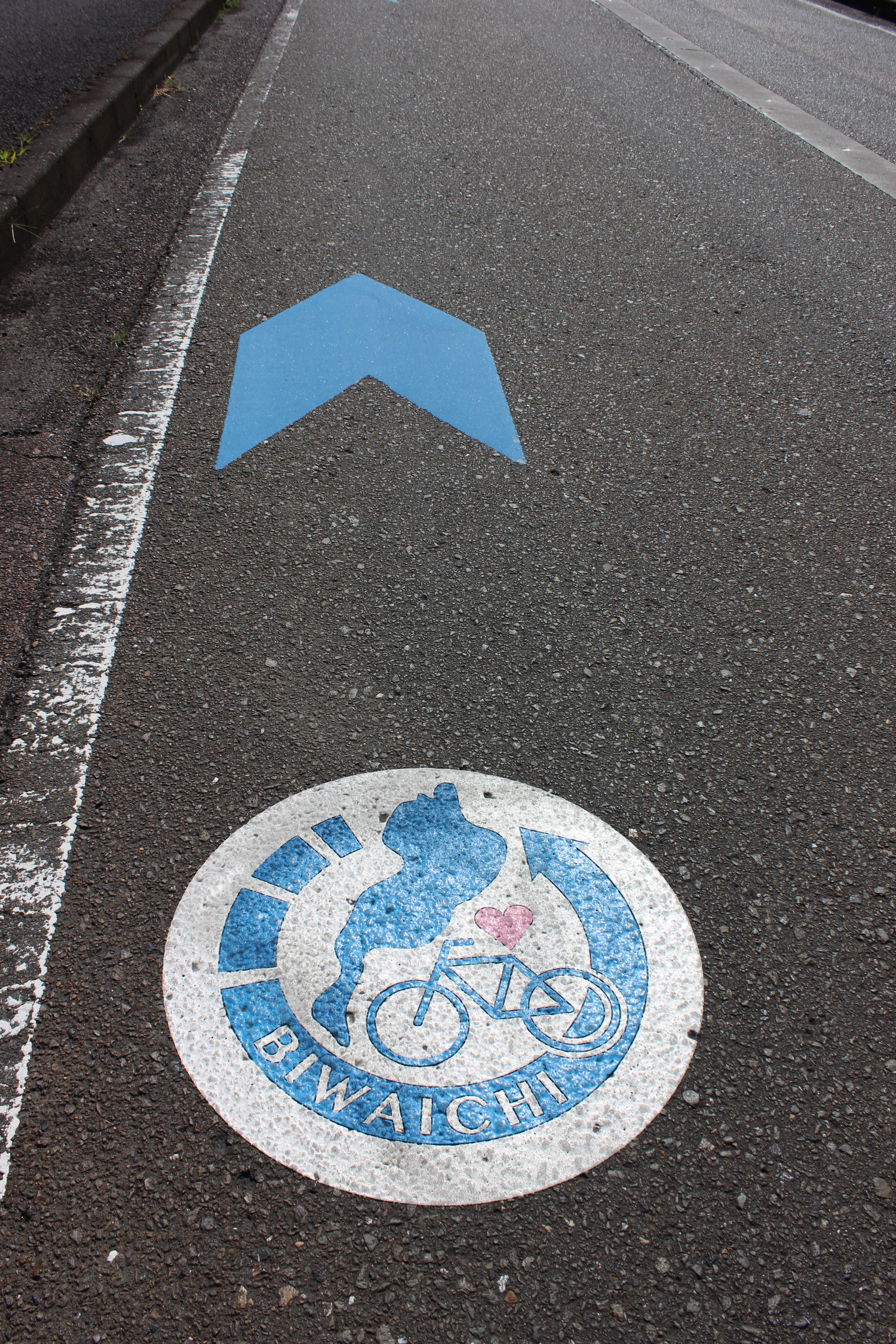
ビワイチの経路を示す標示

瀬田の唐橋を起終点として、反時計回りに回る環状コースである。これを左側通行することで湖岸に近い側を走行することとなる。北部を除いて県内のほとんどの区間は平坦なコースとなっている。ビワイチのコースにはロゴマークなどの道路標示が施されている（写真参照）。
ブルーラインの引かれた車道を原則的に走る高速コースと裏道や、自転車歩行者専用道路、公園内道路を走る低速コースがある。
極力幹線道路を避けているコースになっており、この地域の代表的な幹線道路である国道1号は含まれず、国道8号・国道161号、国道161号の旧道である滋賀県道558号高島大津線も極力避けられている。なお、琵琶湖大橋より南の湖西側は整備が遅れており、ここを避けて、琵琶湖大橋を渡り北湖を一周してビワイチ完走とすることも多い。
以下の道のあたりを通る。詳細は輪の国びわ湖推進協議会による地図を参照。
- 滋賀県道559号近江八幡大津線
- 滋賀県道25号彦根近江八幡線
- 滋賀県道2号大津能登川長浜線
- 滋賀県道331号湖北長浜線
- 滋賀県道44号木之本長浜線
- 滋賀県道514号飯浦大音線
- 滋賀県道336号塩津浜飯浦線
- 国道8号
- 国道303号
- 滋賀県道557号西浅井マキノ線
- 滋賀県道54号海津今津線
- 滋賀県道333号安曇川今津線
- 滋賀県道304号北船木勝野線
- 国道161号
- 滋賀県道307号北小松大物線
- 滋賀県道558号高島大津線
- 滋賀県道601号守山大津志賀自転車道線
- 滋賀県道102号大津湖岸線

低速コースは琵琶湖大橋から浜大津付近は高速コースが滋賀県道558号高島大津線を通るのに対し、大きく琵琶湖岸より山側に離れ、湖西道路の側道や滋賀県道313号仰木本堅田線や滋賀県道47号伊香立浜大津線付近を通る。これは、当初はびわ湖大橋米プラザを通り、湖西線沿いの高島大津線の裏道を唐崎駅付近まで抜けるコースだったのを狭すぎて生活交通との分離が困難だったため2021年にサブルートに格下げして変更したもので、そこそこ坂のあるコースとなっており坂の苦手な人は高速コースやサブルートを選ぶことを勧めている。

## アクセス
公共交通機関によるアクセスが推奨されており、ナショナルサイクルルートの指定要件であるゲートウェイは、米原駅に設けられた米原駅サイクルステーションが指定されている。輪の国びわ湖推進協議会によれば車でのアクセスでは、周辺の道の駅などへの駐車ではなく、有料駐車場を使うように案内している。また、2022年には大津港にもサイクルステーションが開設された。
ビワイチを推進している守山市は琵琶湖大橋東詰から北のエリアでビワイチの受け入れ環境を整備しており、ピエリ守山の駐車場の一区画や美崎公園の駐車場でビワイチの利用者を受け入れている。第2なぎさ公園には、田中セシルをモデルにしたビワイチを象徴するモニュメント「琵琶湖サイクリストの聖地碑」やBIWAKO文字モニュメントがある。琵琶湖マリオットホテルにはレンタサイクルが可能なジャイアントストアが入り、部屋に自転車を持ち込めるなどビワイチ目的の宿泊者に便宜を図っている。また、美崎公園と第2なぎさ公園をあわせて整備し、自転車利用者に特化した道の駅の整備を検討している。そして、その周辺の湖岸道路に対してバイパスを整備して都市道路と観光道路を分離することを県との間で協議を行っている。

## ギャラリー

沿道のモニュメントなど
琵琶湖サイクリストの聖地碑
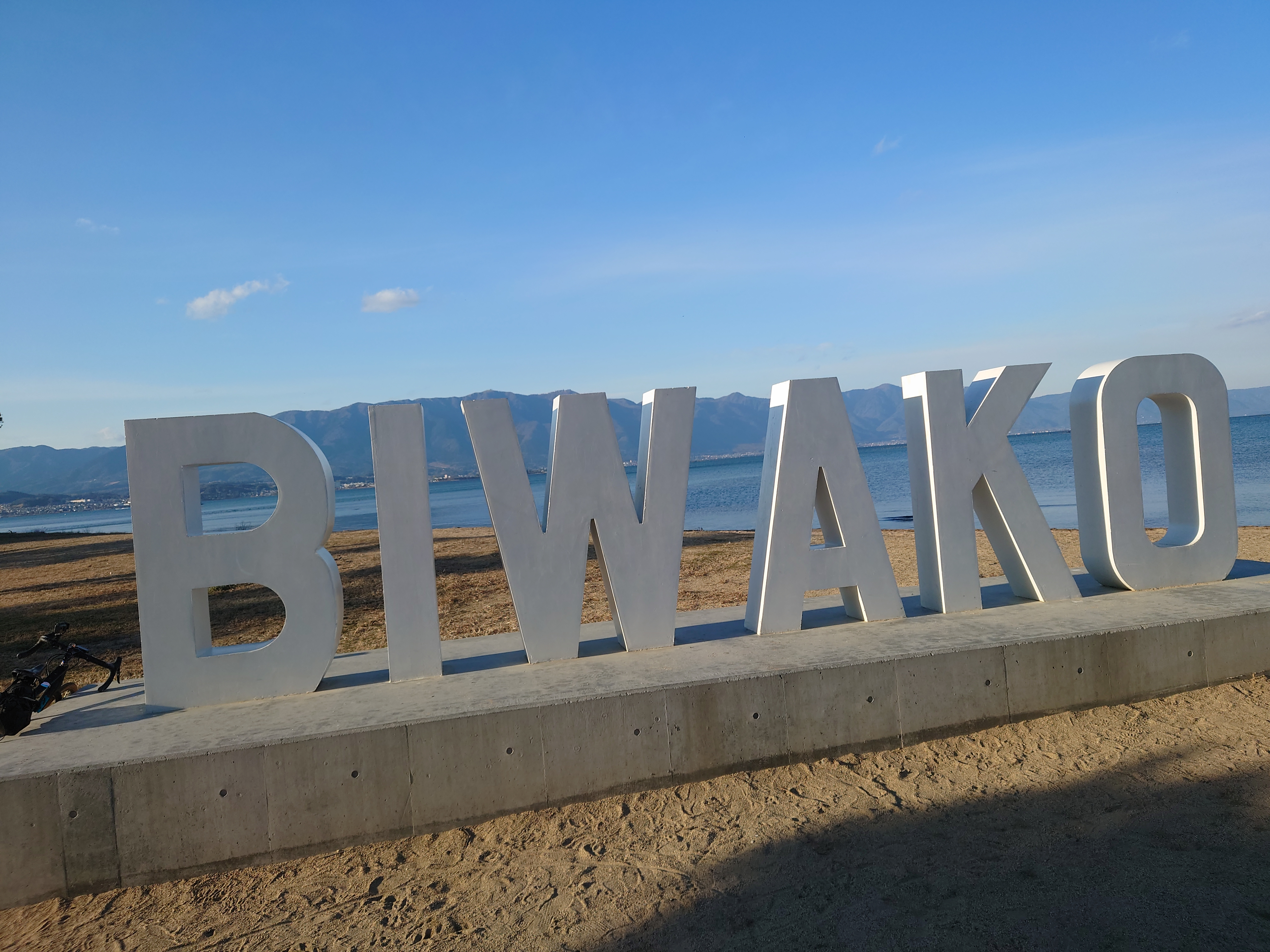
BIWAKO文字モニュメント
瀬田の唐橋のたもとのモニュメント

## 休憩施設
トイレなどを備えた休憩施設は道中に84か所存在し間隔は平均2km、最大15kmほどある。
沿線の道の駅としては
- 道の駅草津
- 道の駅近江母の郷
- 道の駅湖北みずどりステーション
- 道の駅塩津海道 あぢかまの里
- 道の駅しんあさひ風車村
- 道の駅びわ湖大橋米プラザ

がある。

## 観光施設
申請では以下の施設が挙げられている。
- 芦浦観音寺
- 満月寺 浮御堂
- 長命寺
- 彦根城
- 黒壁スクエア
- 賤ヶ岳古戦場
- 海津大崎
- 針江の生水
- 雄松崎
- 居初氏庭園
- 滋賀院門跡
- 坂本の町並み
- 園城寺
- 琵琶湖疏水

## 自転車以外での「ビワイチ」
ここでは、自転車以外で琵琶湖を一周する「ビワイチ」についても記載する。

### 鉄道
西日本旅客鉄道（JR西日本）の近江塩津駅以南では、大阪近郊区間の運賃が適用されている。例えば、山科駅で乗車後、近江塩津駅を経由して大津駅で下車した場合、山科駅から大津駅までの運賃である190円（2022年時点）が適用される（なお、最安は大津→膳所間を大回りした場合の150円。）。以下のルートを乗車した場合は琵琶湖を一周することが可能であるが、関西1デイパスなどの特別企画乗車券を除き途中下車はできない。なお普通乗車券で一周する場合は乗車駅から隣駅までの往復乗車券を用意すれば規則上は問題ない。
山科駅 - （湖西線） - 近江塩津駅 - （北陸本線、長浜駅以南は琵琶湖線） - 米原駅 - （東海道本線＜琵琶湖線＞） - 山科駅
2024年には、MaaSアプリである「KANSAI MaaS」アプリ上限定で、京都駅 - （湖西線・米原経由の両方向） - 近江塩津駅間や近江鉄道全線が乗り放題となる、「（ICOCAでGO） 鉄道版ビワイチパス」が発売されている。

### 路線バス
2017年、近江鉄道・湖国バス・江若交通の3社による共同企画で路線バスで琵琶湖を一周する企画が実施された。一般のバス路線に加えこの企画のために運行する臨時バスで一周するもので、翌年にも実施された（この年は西日本JRバス・京阪バス・帝産湖南交通・滋賀バスも参加）。なお、2018年を最後にこの企画は実施されていない。

### その他
2010年から、滋賀県の県鳥カイツブリをモチーフとしたマスコット「野洲のおっさん」が琵琶湖を一周するイベントが実施されている。7月1日の「びわ湖の日」を目標に琵琶湖を一周する企画でびわ湖放送の番組内でも放送される。当初は「びわ湖の日」を広く周知するために実施されたが、2020年より琵琶湖周辺のごみを拾いながら一周する企画へ変更された（日本財団が実施する「海と日本PROJECT」との共同企画）。そのため、当初の7月1日のゴール設定日は設定されなくなっている。